# Hermosa, Wyoming
Hermosa är en mindre ort i Albany County i södra delen av den amerikanska delstaten Wyoming. Orten grundades på 1860-talet som en järnvägsstation kallad Tie Siding på Union Pacifics transamerikanska järnvägslinje, omkring 30 kilometer sydost om staden Laramie. Namnet Tie Siding syftar på att man avverkade skog i området för tillverkning av sliprar för järnvägsbygget.
När U.S. Route 287 konstruerades på 1930-talet kom huvuddelen av ortens bebyggelse och postkontoret att flyttas närmare vägen. Det gamla namnet Tie Siding kom att användas om den nya platsen när bebyggelsen flyttades, medan järnvägsstationen, som av Union Pacific kallats Hermosa sedan 1901, kom att behålla namnet Hermosa. Namnet Hermosa betyder "vacker kvinna" på spanska och togs från en sandstensklippformation som finns i närheten. Hermosa Junction syftar på den plats strax nordväst om Hermosa där järnvägen mellan Laramie och Hermosa delar sig i två olika sträckningar för öst- respektive västgående tåg, för att bättre hantera lutningen.